# Ludwig Oechslin
 (janvier 2017).
Ludwig Oechslin, né le 10 février 1952 à Gabicce Mare, est un horloger et il a été le conservateur du Musée international de l'horlogerie à La Chaux-de-Fonds de 2001 à 2014.

## Biographie
Il a fait des études classiques à l'Université de Bâle. Il a obtenu son doctorat en 1983. En parallèle de ses études, il a fait un apprentissage horloger et a été diplômé en 1984 en tant qu'horloger réparateur de montres. En 1993, il passa l'examen fédéral de maître horloger. En 1995, il passa son habilitation.
Il a dirigé et organisé plusieurs expositions, entre autres choses, notamment sur Philipp Matthäus Hahn en 1984-1990 à Stuttgart. En outre, il a étudié des horloges telles que l'horloge Farnèse et 40 horloges des prêtres mécaniciens. Il a travaillé comme horloger (gestion de la construction et de projet) pour certaines entreprises, notamment Ulysse Nardin. Il a dirigé le projet de l'horloge astronomique Türler.
Depuis 2009, il dispose de sa propre marque de montres. Sous le nom de ochs und junior, il a développé des montres qui affichent l'heure à l'aide de points orange qui se déplacent derrière des caches.

## Travaux

### Sur Philip Matthäus Hahn
Participation à l'exposition Hahn et à son catalogue :
- Philipp Matthäus Hahn, 1989, deux volumes (Quellen und Schriften zu Philipp Matthäus Hahn, volumes 6 et 7)

### Sur l'horloge Türler
- Türler-Uhr (de)

### Chez Ulysse Nardin
Montres à indications astronomiques :
- Astrolabium Galileo Galilei (1985)
- Planetarium Copernicus (1988)
- Tellurium Johannes Kepler (1992)

Autres montres :
- Freak
- Sonata

### Chezochs und junior
Ochs und junior est une marque de montres créée par Ludwig Oechslin.
Elle propose actuellement les montres suivantes :
- tinta
- anno cinquanta
- idea
- settimana junior

## Publications
- Ludwig Oechslin : Die Farnesianische Uhr ; der astronomische Automat Bernardo Facinis und die Zeichnungen Nicola Anitos in der Vatikanischen Bibliothek, 1982 (4 volumes)
- Ludwig Oechslin : Die Uhr als Modell des Kosmos und der astronomische Apparat Bernardo Facinis, 1986
- Ludwig Oechslin : Grossuhrgetriebe bei Philip Matthäus Hahn : Führungsheft zu den Funktionsmodellen , 19 pages, 1989
- Ludwig Oechslin : Die Ludwigsburger Weltmaschine von Philipp Matthäus Hahn, manuscript, 1989
- Ludwig Oechslin : Astronomische Uhren und Welt-Modelle der Priestermechaniker im 18. Jahrhundert, 1996 (2 volumes et album de planches)
- Ludwig Oechslin : Der Bürgi-Globus, 2000
- Ludwig Oechslin : Jost Bürgi, 2000/2001
- Ludwig Oechslin : Die MIH Uhr, 16 pages, 2005
- Ludwig Oechslin : Johann Wolffgang Hartich - chef-d'œuvre, Augsburg, 2006 (aussi en anglais et en allemand)